# موفق الدين الحجاوي
موفّقُ الدِّينِ أَبو محمّدٍ عبدُ اللهِ بنُ محمّدٍ بنِ عبدِ الملكِ بنِ عبدِ الباقِي الحَجّاويُّ المقدسيُّ ثمّ القاهريُّ (690هـ تقريبًا – 769هـ)، فقيه حنبلي مصري، تولى القضاء، واشتهر بعلمه وورعه، وكان من كبار علماء المذهب الحنبلي في الديار المصرية.

## نشأته وتحصيله العلمي
وُلد في أوائل سنة 691 هـ أو في أواخر سنة 690 هـ كما كتب بخطه، ونشأ في بيئة علمية، فطلب العلم منذ صغره، وسمع الحديث من مشايخ مثل ابن الصواف وطبقته في القاهرة، ابن عبد الدائم وعيسى المطعم في دمشق، واعتنى بالرواية والحديث، وأخذ عنه الحافظان الزين العراقي والهيثمي وغيرهما. عُرف بحرصه على العلم والدين، وكان واسع الاطلاع في الفقه الحنبلي.

## مكانته العلمية والعملية
كان عبد الله الحجاوي من كبار المفتين والمدرّسين، وله اليد الطولى في الفقه الحنبلي. باشر القضاء في مصر منذ سنة 738 هـ، واستمر في هذا المنصب نحو ثلاثين سنة في عهد أحد عشر سلطانًا. وكانت سيرته في القضاء محمودة. في أيامه انتشر مذهب الإمام أحمد بن حنبل في مصر، وكثر أتباعه من الفقهاء، وكان له أثر كبير في ذلك. وقد تولى القضاء بعد عزل تقي الدين أبو العباس أحمد بن عمر بن عبد الله بن عوض المقدسي في 18 جمادى الآخرة 738 هـ، وذلك بسفارة الأمير بدر الدين جنكلى بن البابا، بأمر من السلطان الملك الناصر محمد بن قلاوون. وبعد وفاته في سنة 769 هـ، تولى قضاء القضاة مكانه صهره ناصر الدين أبو الفتح نصر الله بن أحمد العسقلاني الكناني الحنبلي.

## صفاته الشخصية
اتصف بالحزم في الأمور الشرعية، مع الزهد والورع، وكان ذا تهجّد وعبادة، يحب العلماء والصلحاء، محبّبًا لدى العامة والخاصة، ومعظَّمًا بين أهل العلم.

## وفاته
توفي نهار يوم الخميس، 17 محرم سنة 769 هـ بالمدرسة الصالحية، ودُفن في التربة التي أنشأها خارج باب النصر بالقاهرة.
يقول ابن حميد المكي: «وفي قريته حجّة من بلاد نابلس جامع عظيم البناء يقولون إنّه من خيراته. وقال لي بعض الطّلبة: إنّ الشّيخ موسى الحجّاويّ من ذرّيّته، والظّاهر أنّه من ذريّة ابن عمّه المجد سالم».